# Evlachovaea kintrischica
Evlachovaea kintrischica är en svampart som beskrevs av B.A. Borisov & Tarasov 1999. Evlachovaea kintrischica ingår i släktet Evlachovaea, divisionen sporsäcksvampar och riket svampar.   Inga underarter finns listade i Catalogue of Life.